# Ministère des Affaires coloniales

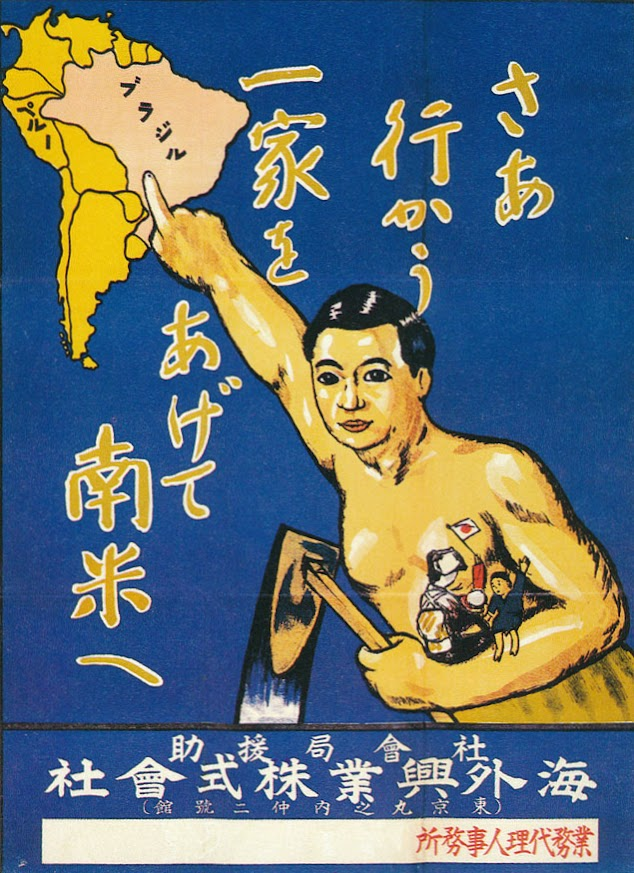
Affiche encourageant les Japonais à émigrer au Brésil.

Le ministère des Affaires coloniales (拓務省, Takumushō) était un ministère du gouvernement de Meiji au Japon qui exista de 1929 à 1942. 

## Histoire
À l'origine, le ministère japonais des Affaires coloniales était l'éphémère bureau de colonisation de Hokkaidō établi au début de l'ère Meiji par le premier ministre Kiyotaka Kuroda pour protéger la frontière nord du Japon faiblement peuplée contre les empiètements de l'empire russe en encourageant l'installation d'ex-soldats sur l'île d'Hokkaido pour en faire des milices d'agriculteurs. Puis vint le toujours éphémère Département d'administration coloniale au sein du gouvernement du gouverneur-général de Taïwan. Établi le 2 avril 1896 par le général Tomonosuke Takashima, son but premier était d'encourager les Japonais à investir et immigrer à Taïwan après l'acquisition de cette île par la Japon à la suite de la guerre sino-japonaise (1894-1895). Cet office fut supprimé le 2 septembre 1897.
Le gouvernement japonais continua d'encourager sporadiquement l'émigration outre-mer pour soulager la surpopulation des îles japonaises et pour augmenter l'influence du Japon dans le monde. Durant la fin de l'ère Meiji (1868-1912) et le début de l'ère Taishō (1912-1926), beaucoup de Japonais émigrèrent à Hawaï, en Californie et aux Philippines, et un petit peu en Chine, en Amérique du Sud et en Asie du Sud-Est. Cependant, l'émigration japonaise dans des pays étrangers n'aidait en rien à sécuriser les zones périphériques de l'empire du Japon même. 
Après l'acquisition de la Corée en 1910, l'établissement de la préfecture de Karafuto et du territoire du Kwantung à la suite de la guerre russo-japonaise (1904-05), un Bureau de colonisation (拓務局, Takumukyoku) fut établi au sein du ministère des Affaires intérieures le 22 juin 1910. Le bureau essuya tellement de critiques pour son inefficacité que le 10 juin 1929, il devint un ministère à part entière dans le gouvernement du premier ministre Giichi Tanaka.
Le nouveau ministère devait coordonner l'émigration et l'installation dans tous les territoires d'outre-mer du Japon et avait la responsabilité de la supervision du :
- Gouverneur-général de Corée (朝鮮総督府, Chōsen Sōtokufu?)
- Gouverneur-général de Taïwan (台湾総督府, Taiwan Sōtokufu?)
- Agence de Karafuto (樺太庁, Karafutochō?)
- Mandat des îles du Pacifique (南洋庁, Nan'yochō?)
- Territoire du Kwantung (関東庁, Kantōchō?)

Cependant, le ministère ne finançait pas réellement l'émigration dans ces territoires. Il fournissait seulement des conseils et collaborait avec des entreprises privées qui organisaient l'émigration.
Le ministère supervisait également les opérations de la compagnie des chemins de fer de Mandchourie du Sud mais son autorité ne s'étendait pas en Mandchourie du fait de la forte résistance du ministère de la Guerre qui voulait garder sous son contrôle le développement économique de la région.
De la même manière, le gouverneur-général de Corée, qui était quasi-autonome, rejeta l'autorité du nouveau ministère pour continuer de diriger la Corée comme bon lui semblait.
Le 1er novembre 1942, le ministère des Affaires coloniales fut aboli et ses fonctions furent divisées entre le Ministère des Affaires étrangères et le ministère de la Grande Asie orientale.

## Liste des ministres
|    | Portrait | Nom               | Gouvernement | Du                | Au                |
| -- | -------- | ----------------- | ------------ | ----------------- | ----------------- |
| 1  |          | Tanaka Giichi     | Tanaka       | 10 juin 1929      | 2 juillet 1929    |
| 2  |          | Genji Matsuda     | Hamaguchi    | 2 juillet 1929    | 14 avril 1931     |
| 3  |          | Shūjirō Hara      | Wakatsuki 2  | 14 avril 1931     | 9 septembre 1931  |
| 4  |          | Reijirō Wakatsuki | Wakatsuki 2  | 9 septembre 1931  | 13 décembre 1931  |
| 5  |          | Toyosuke Hata     | Inukai       | 13 décembre 1931  | 26 mai 1932       |
| 6  |          | Ryūtarō Nagai     | Saitō        | 26 mai 1932       | 8 juillet 1934    |
| 7  |          | Keisuke Okada     | Okada        | 8 juillet 1934    | 9 octobre 1934    |
| 8  |          | Hideo Kodama      | Okada        | 9 octobre 1934    | 9 mars 1936       |
| 9  |          | Hidejirō Nagata   | Hirota       | 9 mars 1936       | 2 février 1937    |
| 10 |          | Toyotarō Yūki     | Hayashi      | 2 février 1937    | 4 juin 1937       |
| 11 |          | Sonyu Ōtani       | Konoe 1      | 4 juin 1937       | 26 mai 1938       |
| 12 |          | Kazushige Ugaki   | Konoe 1      | 26 mai 1938       | 30 septembre 1938 |
| 13 |          | Fumimaro Konoe    | Konoe 1      | 30 septembre 1938 | 29 octobre 1938   |
| 14 |          | Yoshiaki Hatta    | Konoe 1      | 29 octobre 1938   | 7 avril 1939      |
| 15 |          | Kuniaki Koiso     | Hiranuma     | 7 avril 1939      | 30 août 1939      |
| 16 |          | Tsuneo Kanemitsu  | Abe          | 30 août 1939      | 16 janvier 1940   |
| 17 |          | Kuniaki Koiso     | Yonai        | 16 janvier 1940   | 22 juillet 1940   |
| 18 |          | Yōsuke Matsuoka   | Konoe 2      | 22 juillet 1940   | 28 septembre 1940 |
| 19 |          | Kiyoshi Akita     | Konoe 2      | 28 septembre 1940 | 18 juillet 1941   |
| 20 |          | Teijirō Toyoda    | Konoe 3      | 18 juillet 1941   | 18 octobre 1941   |
| 21 |          | Shigenori Tōgō    | Tōjō         | 18 octobre 1941   | 2 décembre 1941   |
| 22 |          | Hiroya Ino        | Tōjō         | 2 décembre 1941   | 2 novembre 1942   |

## Source de la traduction
- (en) Cet article est partiellement ou en totalité issu de l’article de Wikipédia en anglais intitulé « Ministry of Colonial Affairs » (voir la liste des auteurs).